# Dieta di Diedenhofen
La dieta di Diedenhofen venne indetta nell'806 da Carlo Magno nella città di Diedenhofen, nella quale il 13 febbraio emanò il capitolare divisio regnorum con il quale stabilì le modalità con cui, alla sua morte, il suo regno sarebbe stato suddiviso fra i suoi figli legittimi Ludovico (Aquitania, Guascogna e parte della Borgogna), Pipino d'Italia (Italia, Baviera e parte dell'Alemannia) e Carlo (i restanti territori).